# Shane Andrews
Pour les articles homonymes, voir Andrews.
Darrell Shane Andrews (né le 28 août 1971 à Dallas, Texas, États-Unis) est un ancien joueur des Ligues majeures de baseball ayant évolué à la position de joueur de troisième but de 1995 à 2002.

## Carrière
Shane Andrews est un choix de première ronde (11e joueur sélectionné au total) des Expos de Montréal en 1990. Il fait ses débuts dans les grandes ligues le 26 avril 1995 et produit 31 points en 84 matchs à sa première année.
Andrews totalise 64 points produits avec les Expos en 1996, puis 69 en 1998, de retour après une saison 1997 au cours de laquelle il n'avait joué que dans 18 parties. Il est libéré à la fin de la cinquième saison à Montréal, alors que sa moyenne au bâton n'est que de ,181 après 98 matchs. Il termine l'année chez les Cubs de Chicago, avec qui il s'aligne également en 2000.
Il ne joue pas dans les majeures en 2001 et fait une apparition dans 7 matchs pour les Red Sox de Boston en 2002. Andrews termine sa carrière avec 375 coups sûrs, 86 coups de circuit et 263 points produits en 569 parties jouées.